# Fabio Basile
Fabio Basile, italijanski judoist, * 7. oktober 1994, Rivoli.
Basile je na Poletnih olimpijskih igrah 2016 osvojil zlato olimpijsko medaljo v judu v kategoriji do 66 kg.